# Kurziella gymnoclada
 Kurziella gymnoclada  (Collett & Hemsl.) H.Rob. & Bunwong, 2010  è un genere di piante angiosperme dicotiledoni della famiglia delle Asteraceae. Kurziella gymnoclada è anche l'unica specie del genere Kurziella  H.rob. e Bunwong, 2010.

## Etimologia
Il nome generico (Kurziella) è stato dato in ricordo del botanico che per primo ha descritto la specie: Wilhelm Sulpiz Kurz (1834–1878).
Il nome scientifico della specie è stato definito per la prima volta dai botanici Henry Collett (1836-1901), William Botting Hemsley (1843-1924), Harold Ernest Robinson (1932-2020) e Sukhonthip Bunwong  nella pubblicazione " Proceedings of the Biological Society of Washington" ( Proc. Biol. Soc. Washington 123(2): 177.) del 2010. Il nome scientifico del genere è stato definito per la prima volta dal botanico Harold Ernest Robinson (1932-2020) e Sukhonthip Bunwong  nella pubblicazione " Proceedings of the Biological Society of Washington" ( Proc. Biol. Soc. Washington 123(2): 176.) del 2010.

## Descrizione
Le piante di questa voce sono delle erbacee arbustive alte fino a 1 metro con sviluppo divergente verso l'alto. I fusti sono verdastri e glabri; la sezione trasversale presenta una struttura a 10 coste (5 coste nei rami giovanili).
Le foglie sono disposte in modo alterno e sono picciolate. La lamina in genere è intera, ovata con apici arrotondati; la consistenza può essere leggermente carnosa. Le venature normalmente sono pennate. I margini sono provvisti di uno-due denti in posizione distale. La superficie è ricoperta da ghiandole puntate. Lunghezza del picciolo: 1-5 mm. Dimensione della lamina: larghezza 1-2 cm; lunghezza 1-3 cm.
L'infiorescenza è formata da numerosi capolini sessili solitari terminali o ascellari. La struttura dei capolini è quella tipica delle Asteraceae: un peduncolo sorregge un involucro a forma spesso campanulata composto da 25 - 30 squame (o brattee) disposte su 5 - 6 serie embricate e scalate che fanno da protezione al ricettacolo sul quale s'inseriscono i fiori di tipo tubuloso. Le brattee dell'involucro, isomorfe e persistenti, hanno delle forme oblunghe-lanceolate con margini scariosi e apici acuti e mucronati; il colore è violaceo-brunastro. Il ricettacolo, glabro, è sprovvisto di pagliette (ricettacolo nudo). Lunghezza dei capolini: 10-12 mm. Dimensione delle brattee: larghezza 0,5-1,2 mm; lunghezza 1-8 mm.
I fiori, da 15 a 20 per capolino, sono tetra-ciclici (ossia sono presenti 4 verticilli: calice – corolla – androceo – gineceo) e pentameri (ogni verticillo ha in genere 5 elementi). I fiori sono inoltre ermafroditi e actinomorfi.
- Formula fiorale:

*/x K {\displaystyle \infty }, [C (5), A (5)], G 2 (infero), achenio
- Calice: i sepali del calice sono ridotti ad una coroncina di squame.
- Corolla: la corolla, composta da un tubo basale con forme da imbutiforme a subcilindriche terminanti in 5 lobi lineari-lanceolati, è glabra. Il colore è rosa. Lunghezza della corolla: 6-7 mm (il tubo basale è lungo 1,8 mm; la gola 2,2 mm; i lobi 2 mm).
- Androceo: gli stami sono 5 con filamenti liberi e distinti, mentre le antere sono saldate in un manicotto (o tubo) circondante lo stilo.[11] Le antere sono pallide; le appendici apicali dell'antera sono subquadrate; in genere sono prive di ghiandole. Il polline è del tipo tricolporato (con tre aperture sia di tipo a fessura che tipo isodiametrica o poro)[12]. Lunghezza delle antere: 3 mm.
- Gineceo: lo stilo è filiforme con base con distinti nodi o protuberanze. Gli stigmi dello stilo sono due lunghi e divergenti; sono sottili, pelosi (peli ampi e appuntiti) e con apice acuto. L'ovario è infero uniloculare formato da 2 carpelli. Gli stigmi hanno la superficie stigmatica interna (vicino alla base).[13]

I frutti sono degli acheni con pappo. Gli acheni hanno 5 coste con superficie densamente setolosa; all'interno si può trovare del tessuto di tipo idioblasto allungati e solitari o corti in serie longitudinali e rafidi da corti oblunghi a corti romboidali; non è presente il tessuto fitomelanina. Il carpodium (carpoforo) è presente ed è anulare. Il pappo è formato da circa 40 setole capillari e barbate su una sola serie. Lunghezza dell'achenio: 3 mm.

## Biologia
- Impollinazione: l'impollinazione avviene tramite insetti (impollinazione entomogama tramite farfalle diurne e notturne).
- Riproduzione: la fecondazione avviene fondamentalmente tramite l'impollinazione dei fiori (vedi sopra).
- Dispersione: i semi (gli acheni) cadendo a terra sono successivamente dispersi soprattutto da insetti tipo formiche (disseminazione mirmecoria). In questo tipo di piante avviene anche un altro tipo di dispersione: zoocoria. Infatti gli uncini delle brattee dell'involucro si agganciano ai peli degli animali di passaggio disperdendo così anche su lunghe distanze i semi della pianta.

## Distribuzione e habitat
La specie di questo gruppo si trova in Myanmar e Thailandia.

## Tassonomia
La famiglia di appartenenza di questa voce (Asteraceae o Compositae, nomen conservandum) probabilmente originaria del Sud America, è la più numerosa del mondo vegetale, comprende oltre 23 000 specie distribuite su 1 535 generi, oppure 22 750 specie e 1 530 generi secondo altre fonti (una delle checklist più aggiornata elenca fino a 1 679 generi). La famiglia attualmente (2021) è divisa in 16 sottofamiglie.

### Filogenesi
Le specie di questo gruppo appartengono alla sottotribù Erlangeinae descritta all'interno della tribù Vernonieae Cass. della sottofamiglia Vernonioideae Lindl.. Questa classificazione è stata ottenuta ultimamente con le analisi del DNA delle varie specie del gruppo. Da un punto di vista filogenetico in base alle ultime analisi sul DNA la tribù Vernonieae è risultata divisa in due grandi cladi: Muovo Mondo e Vecchio Mondo. I generi di Erlangeinae appartengono al subclade relativo all'Africa tropicale e meridionale (l'altro subclade africano comprende anche specie delle Hawaii) frammisti ai generi di altre sottotribù; si tratta quindi di un clade non ancora ben risolto filogeneticamente.
La sottotribù, e quindi i suoi generi, si distingue per i seguenti caratteri:
- le specie della sottotribù sono principalmente di origine Africana;
- nella pubescenza sono presenti peli da asimmetrici a simmetrici a forma di "T";
- alcune specie hanno delle foglie pennate divise in segmenti;
- le infiorescenze in genere non sono sottese alla base da brattee fogliacee;
- il polline varia da triporato a tricolporato;
- gli acheni possono avere da 4 a 12 coste;
- il pappo è cupoliforme.

In precedenza la tribù Vernonieae, e quindi la sottotribù di questo genere (Erlangeinae), era descritta all'interno della sottofamiglia Cichorioideae. Tradizionalmente questa specie era descritta all'interno del genere Vernonia con il nome di Vernonia gymnoclada  Collett & Hemsl., 1890
I caratteri distintivi per le specie di questo genere (Kurziella) sono:
- le infiorescenze sono solitarie sessili terminali e ascellari;
- il pappo è su una riga sola.

### Sinonimi
Sono elencati alcuni sinonimi per questa entità:
- Cacalia gymnoclada Kuntze
- Vernonia gymnoclada  Collett & Hemsl.